# Henrique Aristides Guilhem
Henrique Aristides Guilhem GCA (Rio de Janeiro, 26 de janeiro de 1875 — Rio de Janeiro, 3 de janeiro de 1949), foi um militar da Marinha do Brasil. 
O Almirante Guilhem ocupou as mais elevadas funções na Marinha do Brasil, ressaltando a de Chefe de Estado-Maior da Armada e a de Ministro da Marinha, a qual desempenhou por uma década.

## Biografia

Em 1935.

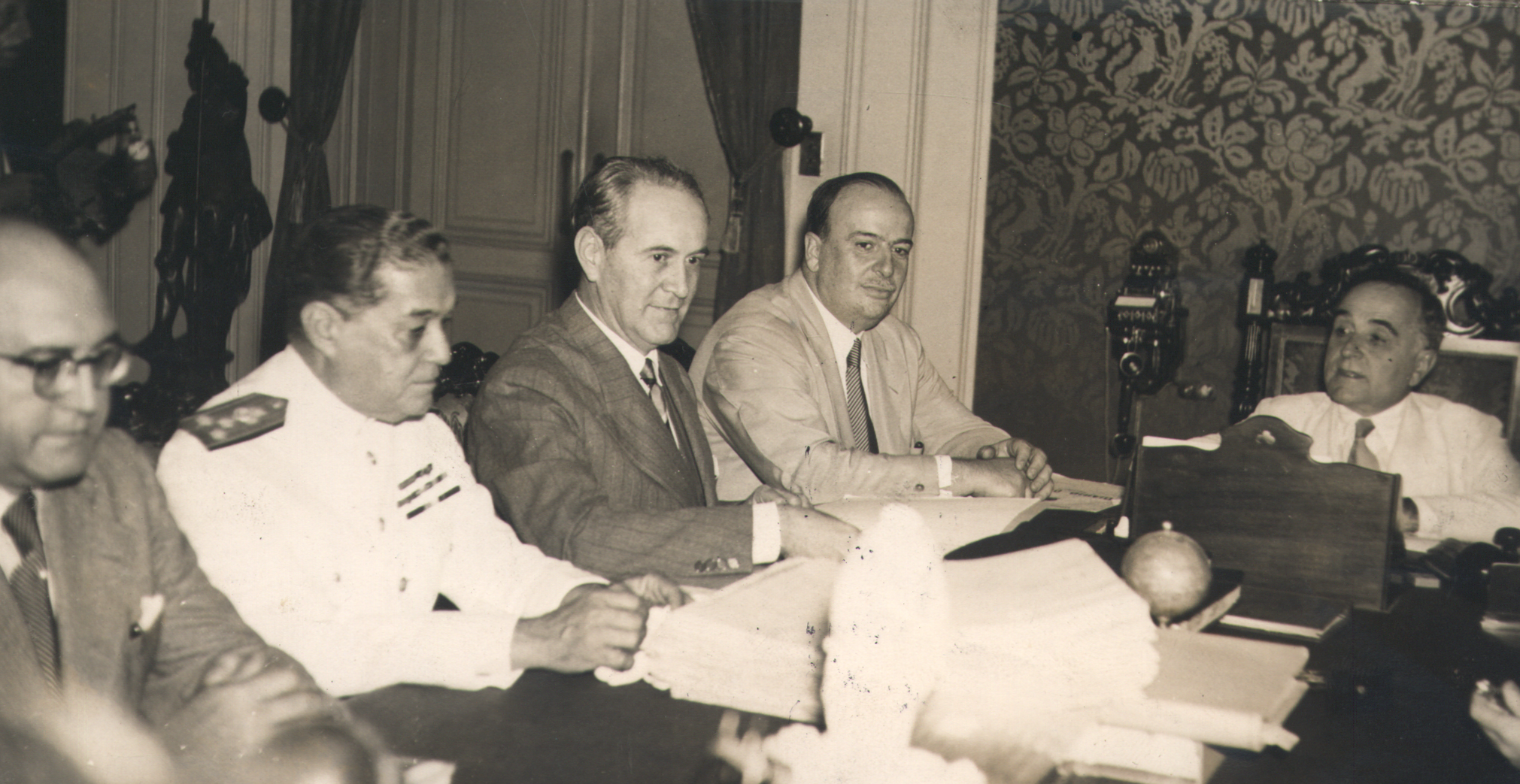
Da direita para a esquerda:o presidente Getúlio Vargas, os ministros Artur de Sousa Costa (Fazenda), Osvaldo Aranha (Relações Exteriores), Almirante Henrique Aristides Guilhem (Marinha) e Waldemar Falcão (Trabalho) durante reunião ministerial no Palácio do Catete, 1939. Arquivo Nacional.

Filho de Domingos Aristides Guilhem e de Tereza Francisca Fontes Guilhem, após as aulas no curso preparatório, foi matriculado na Escola Naval em 19 de novembro de 1891 como praça de aspirante a guarda-marinha.
Em 1893 cursava o seu segundo ano, com excelentes notas, quando, em 6 de dezembro, eclodiu a Revolta da Armada, chefiada pelo almirante Custódio de Melo. Aluno e admirador do almirante Saldanha da Gama, diretor da Escola Naval à época, acompanhou-o quando este resolveu aderir ao movimento revolucionário. Com a anistia concedida aos rebelados, em 1895, Guilhem retornou à Escola Naval, onde concluiu o curso, sendo declarado como guarda-marinha em 23 de novembro de 1896.
Ascendeu rapidamente na carreira. Como tenente e capitão-tenente, a bordo e em terra, exerceu as mais variadas comissões, destacando-se a viagem de circunavegação no Navio-escola Benjamin Constant, as explorações pelo interior do Brasil, os levantamentos hidrográficos e as demarcações de fronteiras.
Em 1910 foi designado para estudar torpedos, minas e submersíveis na Europa, onde tomou parte, representando o Brasil, no Congresso de Pesca em Bordeaux, na França.
Promovido por merecimento a capitão-de-corveta e a capitão-de-fragata, nos meses de dezembro de 1912 e de 1917, respectivamente, quando, dentre inúmeras funções, comandou o Contratorpedeiro Pará. Foi diretor do Depósito Naval, comandou o Cruzador Barroso, foi diretor da Escola de Aviação e comandante da flotilha de aviões de guerra, comandou o Navio-mineiro Carlos Gomes, e, em 1920, foi designado para servir às ordens do rei Alberto I da Bélgica quando da visita deste ao Brasil, trazendo da Europa os restos mortais de D. Pedro II e de D. Teresa Cristina Maria de Bourbon.
Em 1921 foi promovido por merecimento a capitão-de-mar-e-guerra. Neste posto, entre outras realizações, comandou o Encouraçado São Paulo, a flotilha de navios-mineiros, a flotilha de contratorpedeiros, a Força Naval em Operações no Norte, além de exercer funções privativas de almirante, como as de diretor da Escola Naval (por duas vezes), Diretor Geral de Aeronáutica e Diretor Geral de Fazenda da Armada.
Foi promovido a contra-almirante em 10 de março de 1932. Neste posto, em 11 de janeiro de 1934, assumiu o cargo de Chefe de Estado-Maior da Armada.
Por decreto de 2 de agosto de 1934, foi promovido a vice-almirante, no qual, em 19 de novembro de 1935 assumiu o cargo de Ministro de Estado e Negócios da Marinha do governo de Getúlio Vargas, no qual permaneceu por uma década.
Em 5 de Dezembro de 1939 foi agraciado com a Grã-Cruz da Ordem Militar de Avis de Portugal.
Em 1945 foi agraciado com a Grã-Cruz da Ordem do Mérito Naval.
Faleceu em sua residência no Rio de Janeiro.
Post-mortem foi promovido a Almirante-de-Esquadra (1951) e a Almirante Cinco Estrelas (1958).

## Principais realizações
Entre as suas realizações, destacam-se a criação:
- da Casa do Marinheiro;
- dos Quadros Auxiliares da Marinha;
- do Corpo de Fuzileiros Navais;
- do Serviço Geral de Documentação da Marinha;

Além dessas realizações, introduziu, na Escola Naval, os cursos de Formação de Oficiais Fuzileiros e de Intendentes da marinha. O seu principal feito, entretanto, foi a reativação da Construção Naval de Guerra no país, atividade que se encontrava paralisada desde término do Segundo Reinado.